# Veľká Lesná
Veľká Lesná es un municipio del distrito de Stará Ľubovňa en la región de Prešov, Eslovaquia, con una población estimada a final del año 2024 de 498 habitantes.
Se encuentra ubicado al noroeste de la región, cerca del río Poprad (cuenca hidrográfica del río Vístula) y de la frontera con  Polonia.

## Demografía
| Año        | 1994 | 2004     | 2014    | 2024    |
| ---------- | ---- | -------- | ------- | ------- |
| Población  | 414  | 494      | 478     | 498     |
| Diferencia |      | +19,32 % | −3,23 % | +4,18 % |

| Año        | 2023 | 2024    |
| ---------- | ---- | ------- |
| Población  | 493  | 498     |
| Diferencia |      | +1,01 % |